# Soulèvement de Krésna-Razlog
Le soulèvement de Krésna-Razlog (Кресненско-Разложко въстание en bulgare - Krésnénsko-Razlojko Vastanié) fut un mouvement insurrectionnel bulgare, contre le gouvernement ottoman, qui exista, entre fin 1878 et début 1879, dans les environs des villages de Krésna et Razlog, dans la région du Pirin.

## Origine du soulèvement

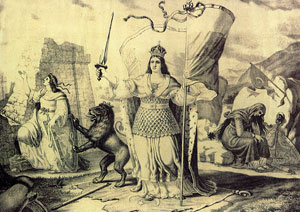
"La Bulgarie divisée" après de Traité de Berlin de 1878 (La Principauté de Bulgarie (au milieu), la Roumélie orientale (à gauche), la Macédoine (à droite)) - Lithographie de Nikolaï Pavlovitch (~1880)

## Galerie

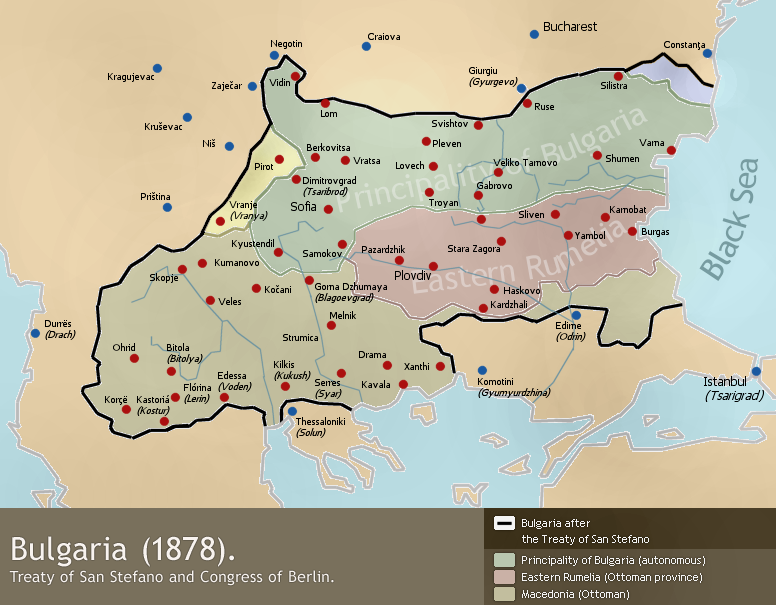
La Bulgarie d'après le Traité de San Stefano
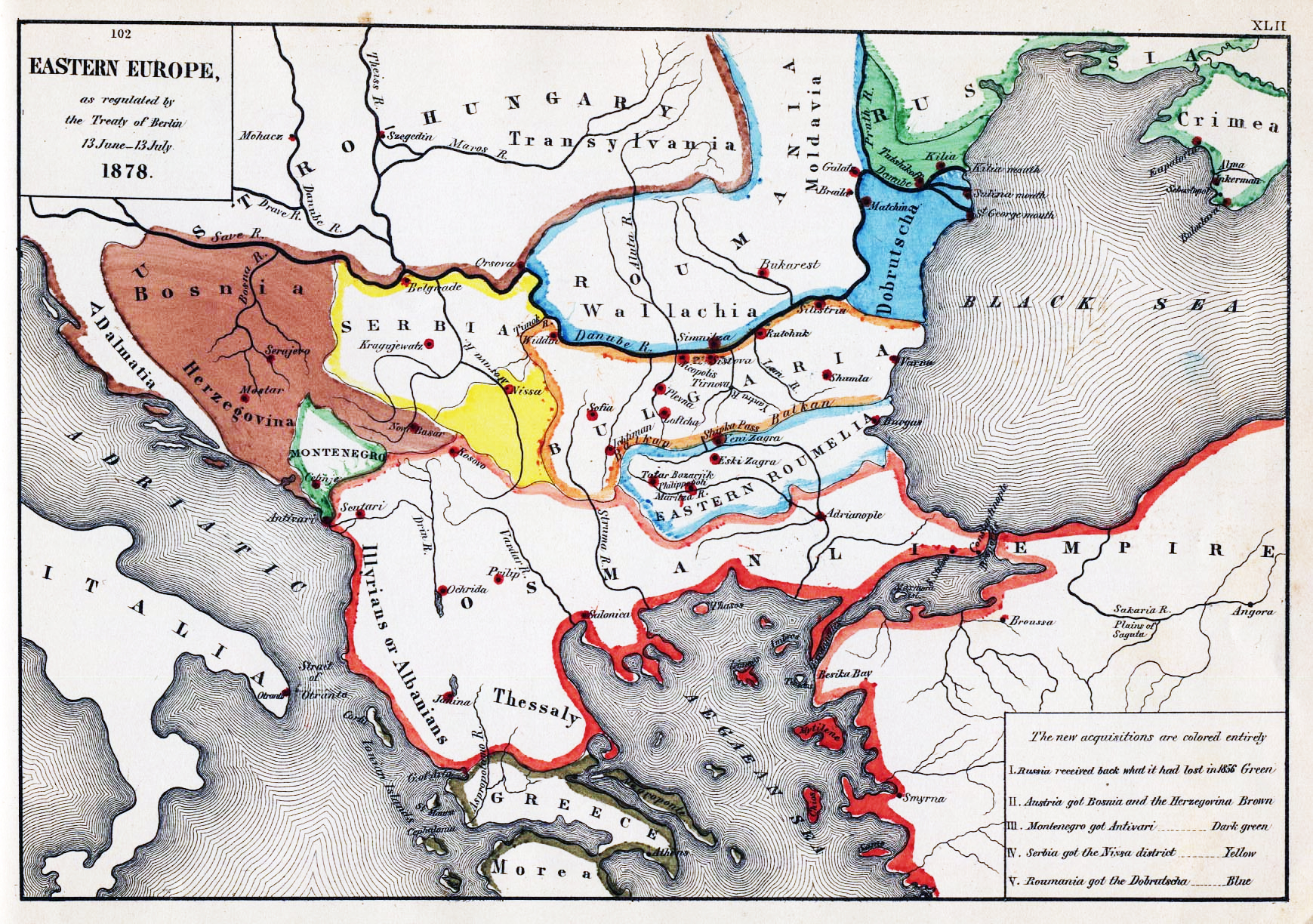
Les Balkans après le Traité de Berlin de 1878
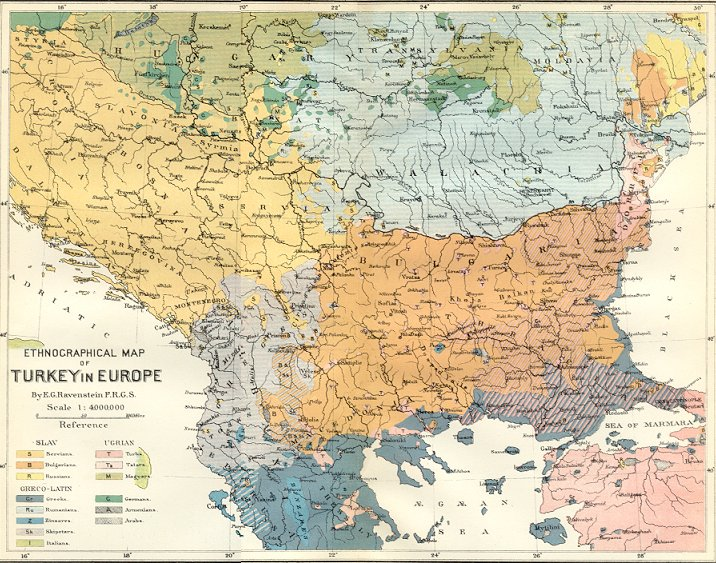
Composition ethnique des Balkans en 1880
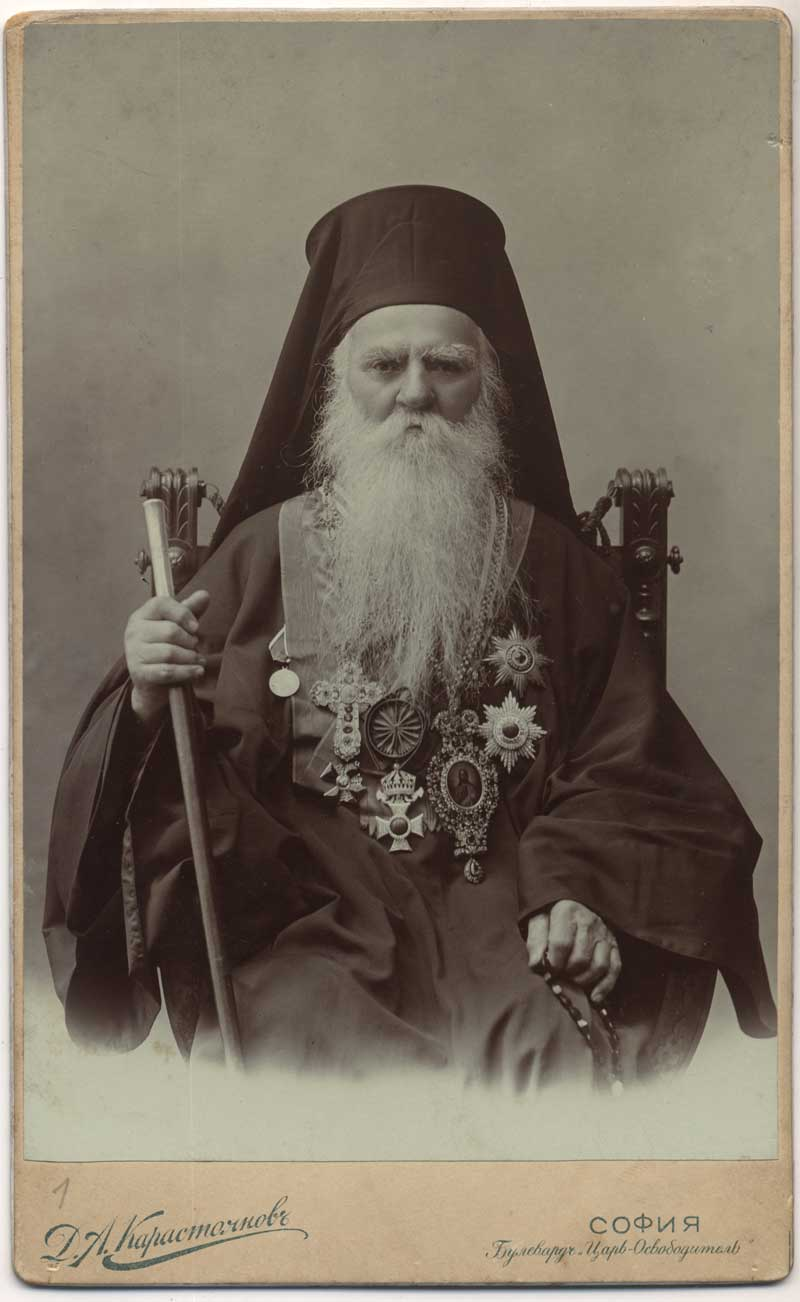
Le métropolite Nathanaël d'Ohrid, organisateur du soulèvement
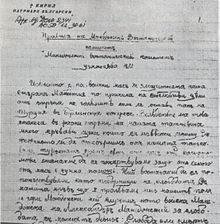
Statut du mouvement de soulèvement
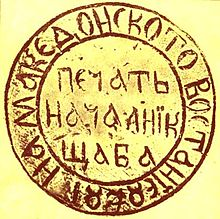
Sceau du "chef d'état-major du soulèvement macédonien"
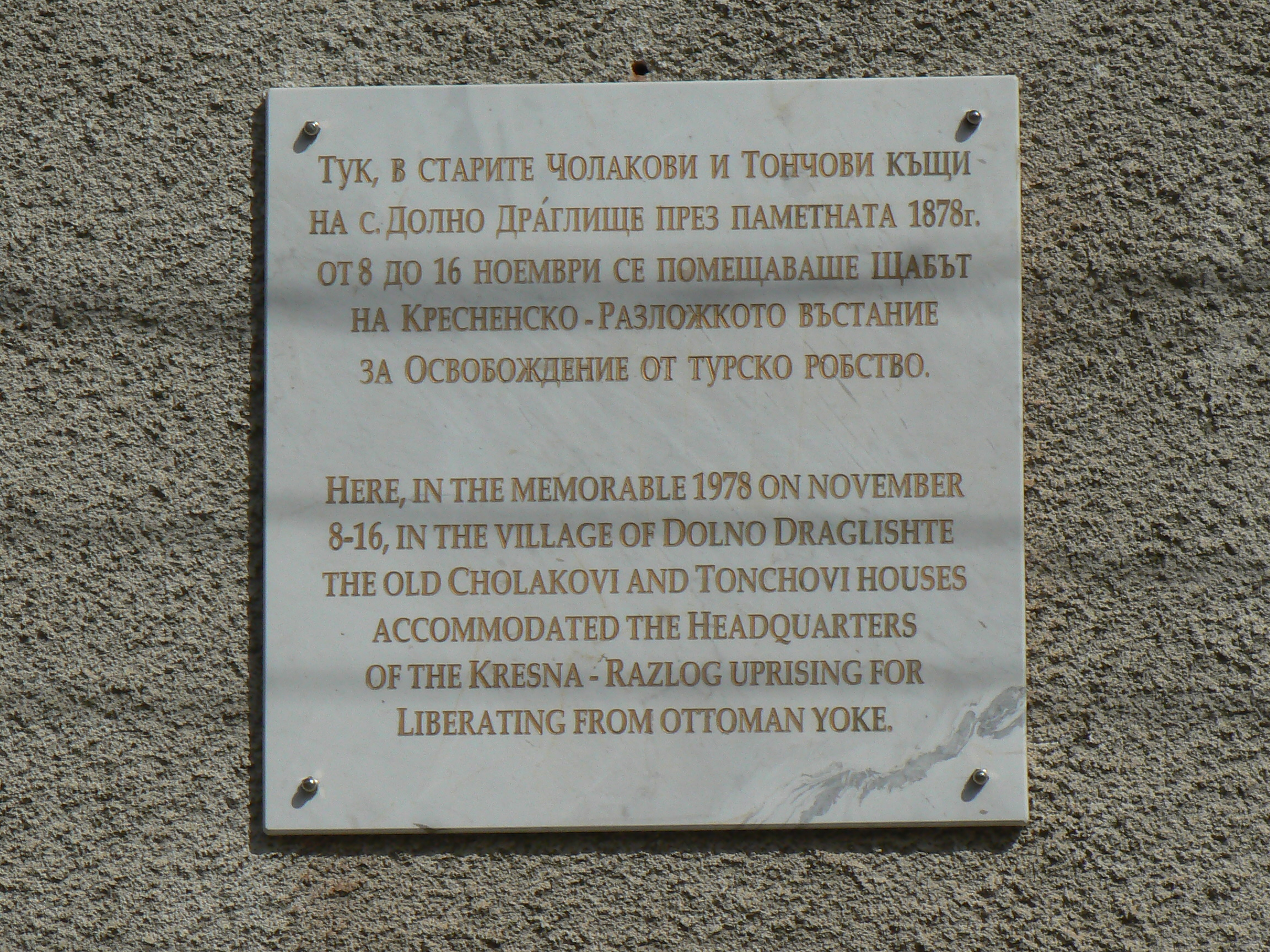
Plaque commémorative du soulèvement de Krésna-Razlog (village de Dolno Draglichté)